# Bakara Diallo
Pour les articles homonymes, voir Diallo.
Bakara Diallo est un homme politique malien né le 3 décembre 1923 à Kayes (Mali) et décédé le 16 mai 2008 à Bamako.
Militant du Parti progressiste soudanais (PSP), Bakara Diallo rejoint l’Union soudanaise-Rassemblement démocratique africain dès sa création en 1946. Il contribue à l’installation de ce parti à Sikasso.
Après l’indépendance du Mali, il est nommé en 1961 au poste de gouverneur de Gao.
En 1966, il est nommé directeur de cabinet chargé des affaires économiques et administratives auprès du président de la République, fonction qu’il occupe jusqu’au coup d’État de Moussa Traoré le 19 novembre 1968, date à laquelle il se retire de la vie politique.